# Chaetocnephalia innupta
Chaetocnephalia innupta là một loài ruồi trong họ Tachinidae.